# Moritz Berendt
Moritz Berendt (* 6. September 1805 in Berlin; † 26. Mai 1888 in Marienwerder) war ein deutscher Porträt- und Historienmaler.

## Leben
Moritz Berendt war der Sohn des jüdischen Kaufmanns Levin Berendt und seiner Frau Johanna, geb. Friedländer, in Berlin. Ab 1827 erhielt er Unterricht im Atelier von Karl Wilhelm Wach in Berlin. Er konvertierte zum Christentum; am 10. Januar 1828 ließ er sich in der Dreifaltigkeitskirche durch den Hilfsprediger Adolf August Kober (1798–1877) taufen. Von 1833 bis 1835 studierte er bei Friedrich Wilhelm von Schadow an der Kunstakademie Düsseldorf.
Er kehrte nach Berlin zurück; sein Atelier befand sich in den folgenden Jahren zunächst am Leipziger Platz, danach in der Markgrafenstraße, der Lindenstraße und später in der Oranienstraße. Zwischen 1830 und 1860 beteiligte er sich regelmäßig an den Akademischen Kunstausstellungen der Preußischen Akademie der Künste. Ab Januar 1855 war er Zeichenlehrer am Gymnasium in Marienwerder.
Berendt war sehr religiös, arbeitete viel für erweckliche  pommersche Adelsfamilien und schloss sich den Altlutheranern an.
Er war seit 1855 verheiratet mit Charlotte Beate Amalie Gertrude Berendt, geb. Elmering (* 1830 in Telgte; † 1896). Der Geologe Gottlieb Berendt war ein Neffe.

## Werk
Berendt widmete sich besonders der Porträtmalerei, dem religiösen Genre und der Historienmalerei, die oftmals auch ein Thema der Kirchengeschichte behandelte und an die Malweise der Nazarener angelehnt war. Zu seinen Werken zählen:
- Christus bei Maria und Marta (1830, heute Stiftung Sammlung Volmer, Wuppertal)[4]
- Jan Hus im Kerker
- Der Prophet Elias in der Wüste (1834, heute im Philadelphia Museum of Art)[5]
- mehrere Szenen aus dem Leben Martin Luthers
  - Luther im Kreise seiner Familie, als Lithographie von 1857 im British Museum[6]
- Die kranke Mutter (1945 im Schloss Rheinsberg verloren gegangen)[7]
- allegorische Werke wie Die Erfindung der Malerei (1834, Verbleib unbekannt)

Berendt porträtierte zahlreiche Mitglieder des märkischen und pommerschen Adels.
1850 stellte er ein ganzfiguriges Porträt Otto von Bismarcks aus, das diesen als Abgeordneten des Vereinigten Landtags vor der Hintergrund des Gutes Schönhausen zusammen mit seiner dänischen Dogge Odin zeigt. Er konnte es zunächst nicht verkaufen. In einer Verlosung erwarb eine Gruppe von märkischen Gutsbesitzern das Bild und schenkte es 1854 dem Magistrat der Stadt Brandenburg an der Havel, wo es im Rathaus hing. Mit der Zerstörung des Rathauses im Zweiten Weltkrieg ist es ebenfalls zerstört worden.

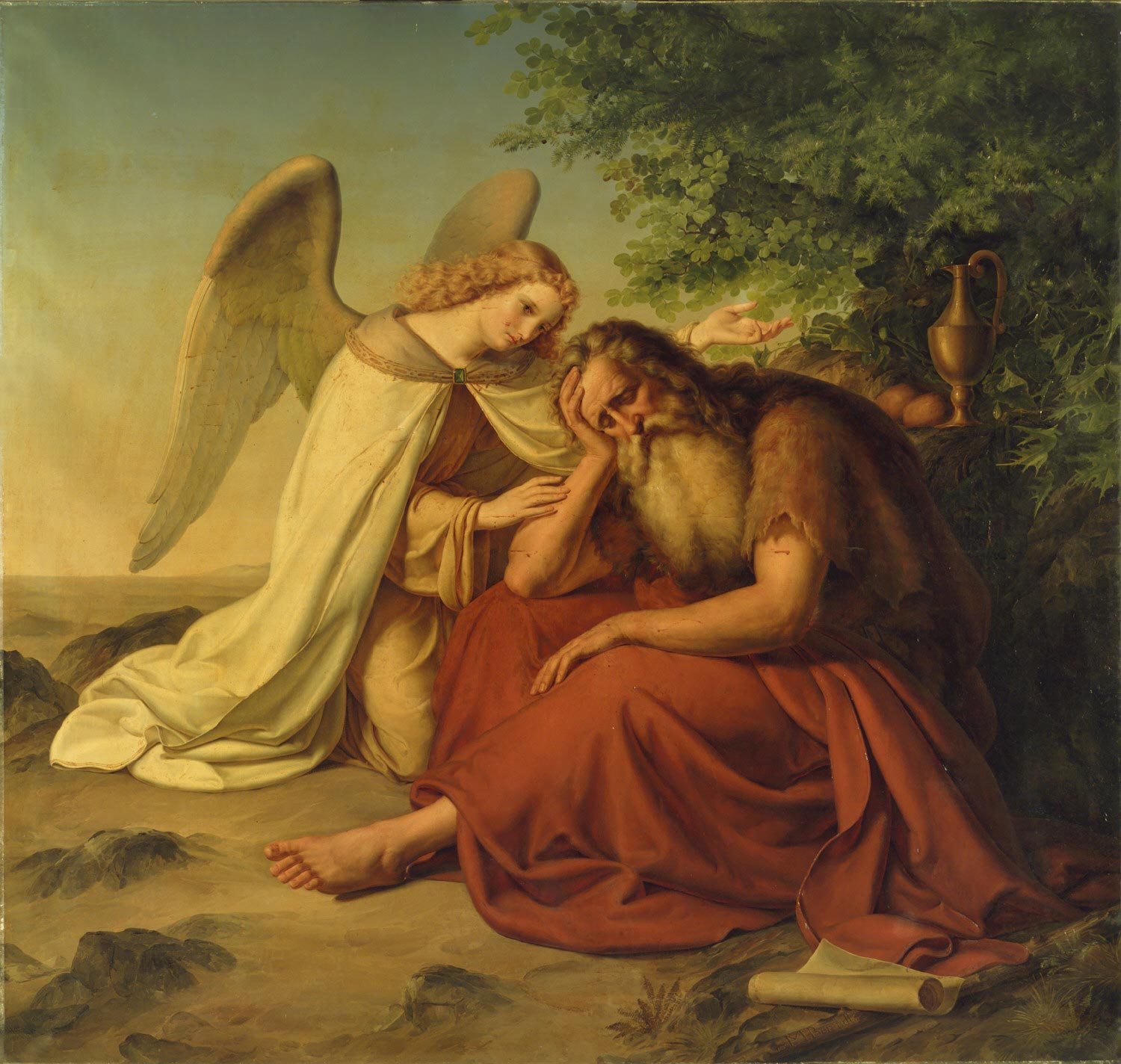
Der Prophet Elias in der Wüste (1834)
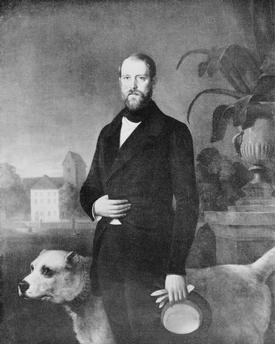
Otto von Bismarck (1847)